# UTC+6:30

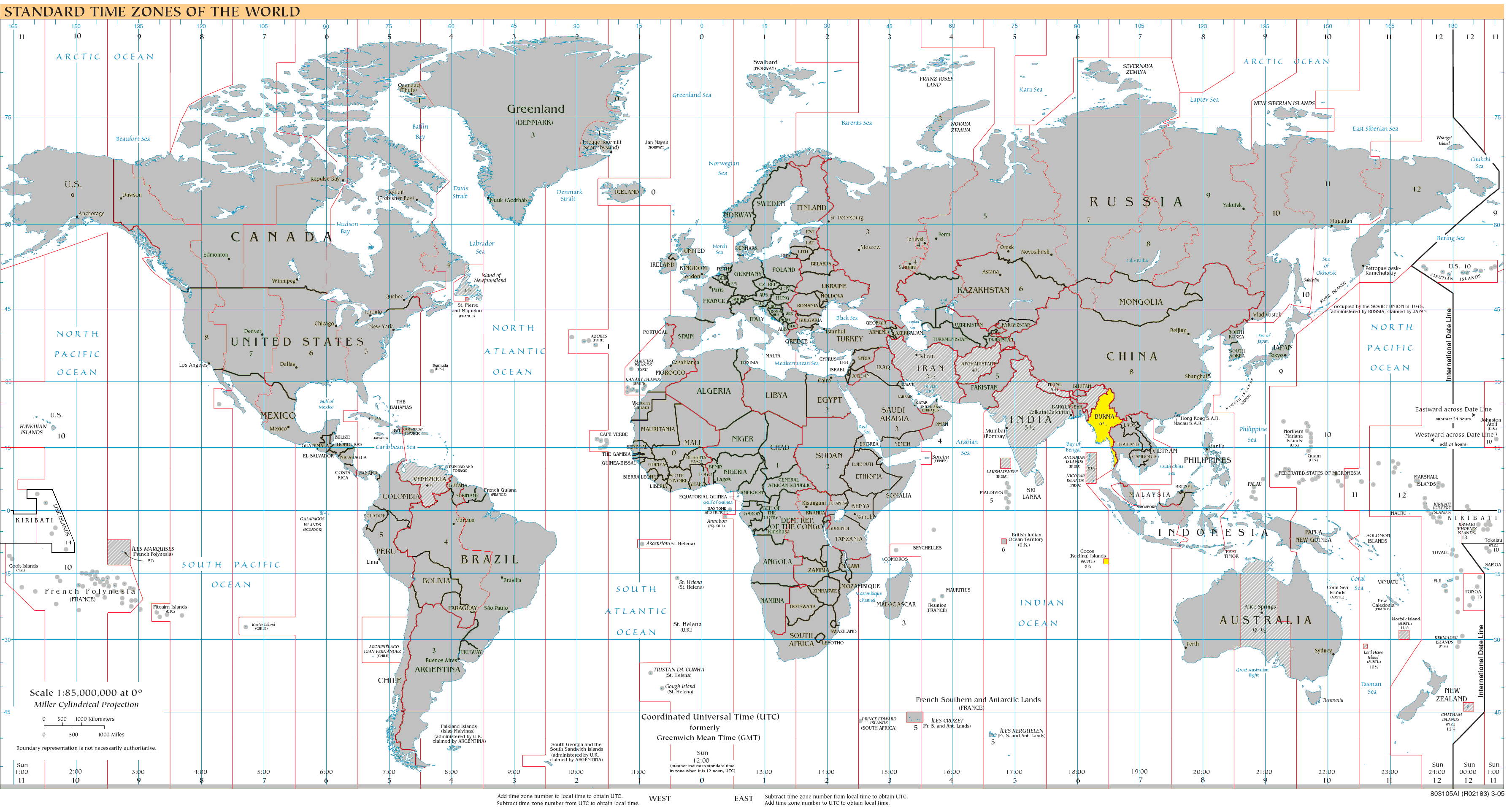
UTC+630:
Standardzeit ganzjährig

UTC+6:30 ist eine Zonenzeit, welche den Längenhalbkreis 97°30' Ost als Bezugsmeridian hat. Auf Uhren mit dieser Zonenzeit ist es sechseinhalb Stunden später als die koordinierte Weltzeit und fünfeinhalb Stunden später als die MEZ.

## Geltungsbereich

### Ganzjährig
- Australien
  -  Kokosinseln
- Myanmar